# 埃克塞特座堂

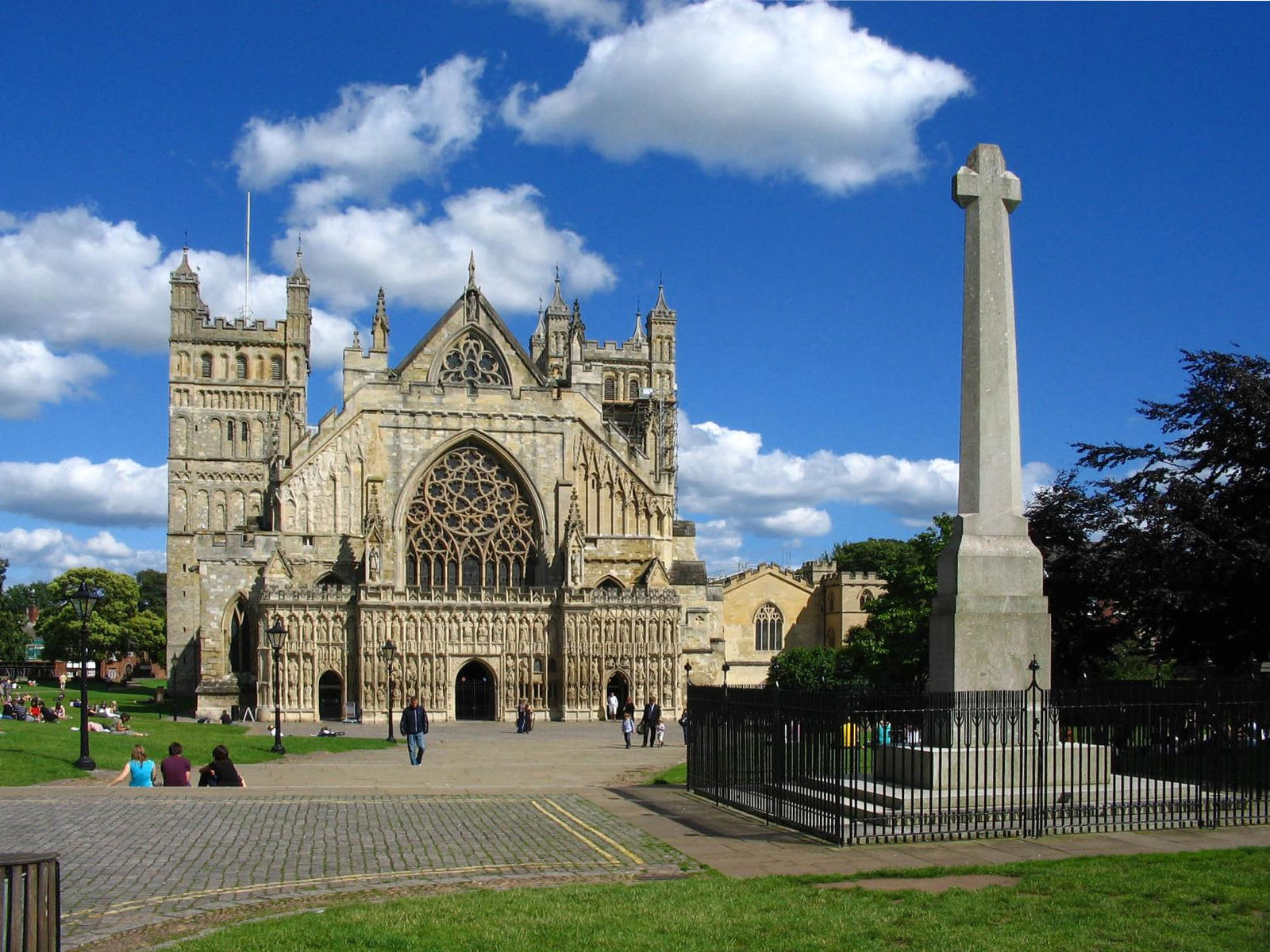
埃克塞特座堂

埃克塞特座堂（英語：Exeter Cathedral）是英國的一座英國聖公會教堂，也是埃克塞特教區的座堂。位於西南英格蘭德文郡埃克塞特。埃克塞特座堂屬於哥特式建築，始建於932年。早期的教堂後來被燒毀。現在的教堂則開始建設於1112年。之後教堂經過多次改建，在經過1275年至1350年的改建之後，確定了現在的外觀。改建前的教堂仍有部分遺跡得到保留。埃克塞特座堂擁有英格蘭最長的不間斷拱形天花板。

## 外部連結
- 官方網站（页面存档备份，存于）

50°43′21″N 3°31′47″W / 50.7225°N 3.5297°W